# Académie internationale des beaux-arts du Québec
Pour les articles homonymes, voir Académie des beaux-arts.
L'Académie Internationale des Beaux-Arts du Québec, a été cofondée le 11 mai 2005 et légalement constituée. Elle est située à Sainte-Agathe-des-Monts, Québec, Canada.
Concrétisée à partir d'une vision de ses fondateurs Caroline Bruens, et Louis Bruens, experts-conseils en arts visuels (peinture et sculpture), œuvrant dans le domaine des arts visuels depuis respectivement 30 et plus de 50 ans. 
Le premier président-directeur-général fut Louis Bruens décédé le 12 mai 2013; Caroline Bruens, lui succéda à ce poste en mai 2013. Elle conserve la mission de l'entreprise comme diffuseur des œuvres d'artistes de renom. 
La Galerie d'art de l'Académie (virtuelle[pourquoi ?]) présente des tableaux et des sculptures de tous les genres et styles : figuratif et abstrait. L'art traditionnel, l'art moderne et l'art contemporain y sont aussi représentés.
Des concours réguliers et ponctuels sont organisés et les œuvres choisies font partie de collections privées de prestige, participent à des expositions de prestige ou sont soumises au public. 
La formation est donnée par des maîtres en beaux-arts, reconnus par leurs pairs, sous forme cours privés ou de groupes, d'ateliers, de conférences, etc. 
Les titres de Gouverneur - Grand maître en beaux-arts - Maître en beaux-arts - Académicien sont décernés par les pairs aux artistes professionnels de l'Académie. Ces artistes déclarent solennellement respecter le code d'éthique de l'institution. Ces titres sont octroyés, par les pairs, aux artistes professionnels de l'Académie seulement. Les catégories de base étant : artistes professionnels, les artistes professionnels de la relève et les artistes en devenir.
Lors de son gala, l'Académie décerne des prix aux artistes les plus méritants.

## Listes d'artistes faisant partie et/ou ayant été honorés par l'Académie et reconnus par leurs pairs

### Le gouverneur et les grands-maîtres en beaux-arts
L'artiste peintre Umberto Bruni, né le 24 novembre 1914, doyen de la peinture au Québec, a été reconnu au rang de Gouverneur de l'Académie Internationale des Beaux-Arts du Québec, lors du gala ACADEMIA XXI 2013. Le grand maître porte le plus haut rang de l'Académie.
- Umberto Bruni| Gouverneur | Triangle d'or diamant - Doyen de la peinture au Québec (1914-    )[9]
- Jean Letarte[10] Grand-maître en beaux-arts | Triangle d'or diamant (1934-    )
- Cezyl Testeau[11],[12]Grand-maître en beaux-arts (1929-2016)
- Jean-Marie Laberge[13] Grand-maître en beaux-arts (1934-    )
- Jacques Hébert[14] Grand-maître en beaux-arts (1940-    ) et cofondateur de la Société canadienne d'aquarelle en 1982.
- Lyse C. Marsan[15] Grand-maître en beaux-arts (1940-    ) elle est aussi romancière, elle publie Les derniers dinosaures
- Denis Jacques[16] Grand-maître en beaux-arts (1954-    )
- Charles Carson[17] Grand-maître en beaux-arts (1957-    )

### Les maîtres en beaux-arts
- Roland Palmaerts
- Diane Forest
- Francine Gravel
- Charles Carson
- Humberto Pinochet
- France Malo[18]
- Ljubomir Ivankovich
- Suzanne Richer
- Cristobal
- Jean-Pierre Neveu
- Gisèle Rivard
- Yvon Chartrand
- Michel Giroux
- Ursula Kofahl-Lampron
- Chantal Ouellet

### Son gala
Un gala en arts visuels Academia XXI, biennal est tenu depuis la fondation de l'Académie. Il a été présenté au Musée des beaux-arts de Montréal (2006-2007 et 2009), au théâtre Marcellin-Champagnat de Laval en 2011 et à la Maison des Arts Desjardins de Drummondville en 2013. C'est en 2011 que le Symposium de peinture de Baie-Comeau s'est mérité le SYMPOSIA chef de file.

### Les artistes de l'année
- Diane Forest | 2006
- Francine Gravel | 2007
- Charles Carson | 2009
- Humberto Pinochet | 2011
- France Malo | 2013

## Les grands Prix Symposia
- Le SYMPOSIA Reportage en format pdf [21] sur le sujet du Symposia chef de file en 2011, chef de file | 2011
- Le GRAND PRIX SYMPOSIA Voyez le parchemin honorifique reçu par Le Symposium de peinture Rêves d'automne qui s'est mérité le GRAND PRIX SYMPOSIA | 2013